# Tessé-Froulay
Tessé-Froulay é uma comuna francesa na região administrativa da Normandia, no departamento Orne. Estende-se por uma área de 5,28 km². Em 2010 a comuna tinha 394 habitantes (densidade: 74,6 hab./km²).